# Stara nova sinagoga, Praga

Stara nova sinagoga (češko Staronová sinagoga) je v Jožefovem v Pragi in je najstarejša evropska dejavna sinagoga. (Scolanova sinagoga v Italiji, prav tako iz 13. stoletja, je bila preoblikovana v cerkev leta 1380, vendar je bila obnovljena kot sinagoga leta 2006). Je tudi najstarejša ohranjena srednjeveška sinagoga z dvojno ladjo v zasnovi. 
Končana je bila leta 1270 v gotskem slogu in je bila ena prvih gotskih stavb  v Pragi. Še starejšo praško sinagogo, znano kot Stara sinagoga, so podrli leta 1867 in jo nadomestiti s Špansko sinagogo.

## Etimologija
Sinagoga se je sprva imenovala Nova ali Velika sinagoga. Pozneje, ko so v 16. stoletju zgradili novejšo, je postala znana kot Stara nova sinagoga. Druga razlaga izhaja iz hebrejščine עַל תְּנַאי (al tnay) , kar pomeni "v kondiciji" in zveni enako kot jidiš alt-nay ali staro-novo. Po legendi so angeli za gradnjo sinagoge v Pragi prinesli kamne iz templja v Jeruzalemu "pod pogojem", da bodo vrnnjeni, ko pride mesija, se pravi, ko bo tempelj v Jeruzalemu obnovljen in bodo potrebni kamni.

## Notranjost
Devet stopnic vodi iz ulice v vežo, iz katere se odpirajo vrata v dvojno ladjo s šestimi obokanimi polami. Dvojna ladja je bila verjetno prilagojena načrtom samostanov in kapelic krščanskih arhitektov.  Obroči na timpanonu vhoda imajo obliko dvanajstih trt in dvanajstih grozdov, ki predstavljajo dvanajst rodov Izraela.  Dva velika stebra, usklajena od vzhoda do zahoda, na sredini vsake ladje podpirata notranje kote štirih obokov. Pole imajo dve ozki gotski okni ob straneh, skupaj dvanajst, kar je spet dvanajst rodov. Ozka okna so verjetno odgovorna za številne starejše opise stavbe kot temne; zdaj je osvetljena z več električnimi lestenci.
Obokanje na šest pol ima pet reber namesto običajno štirih ali šestih. Menijo, da je bil to poskus, da bi se izognili združenju s krščanskim križem. Mnogi učenjaki izpodbijajo to teorijo in opozarjajo na sinagoge s štirimi rebri in krščanske stavbe, ki imajo nenavadno obliko s petimi rebri. 
Bema, s katere se bere tora, je med dvema stebroma. Njena osnova se ponavlja z dvanajstimi trtnimi motivi, ki jih najdemo na timpanonu. Aron hakodeš, skrinja, v kateri so shranjeni rokopisi tore, je v sredini vzhodne stene. Pet stopnic vodi do skrinje in dva okrogla vitraja sta na obeh straneh nad njo. Govorniški pult pred skrinjo ima predprostor nekaj centimetrov pod glavnim nadstropjem za tistim, ki vodi obred in stoji.
Dvanajst šilastih (gotskih) oken usmerja svetlobo proti bemi, očitno se primerja s Salomonovim templjem.
Sinagoga je ortodoksno oblikovana z ločenimi sedeži za moške in ženske med molitvijo. Ženske sedijo v zunanjem prostoru z majhnimi okni, ki gledajo v glavno svetišče. Okvir strehe, zatrep in del stene datirajo v srednji vek.
V ladji sinagoge je ob zahodnem stebru velika rdeča zastava. V sredini zastave je Davidova zvezda, v središču zvezde je klobuk v slogu, ki so ga nosili judje v 15. stoletju. Klobuk in zvezda sta izvezena v zlatu. V zlatu sta tudi besedi: Šema Izrael. Ferdinand III., sveti rimski cesar, je podelil judovski skupnosti prapor v priznanje za njena prizadevanja pri obrambi Prage med tridesetletno vojno. Prapor, ki je danes na ogled, je sodobna reprodukcija.

## Golem v Pragi
Pravijo, da telo golema (delo rabina Juda ben Bezalela) leži na podstrešju, na katerem je geniza praške skupnosti.  (Geniza je skladiščni prostor v judovski sinagogi ali na pokopališču za začasno skladiščenje izrabljenih hebrejskih knjig in člankov o religioznih temah pred pravim pokopom na pokopališču.) Legenda pripoveduje o nacističnem agentu med drugo svetovno vojno, ki je odprl genizo, a je kmalu zatem umrl. . Gestapo očitno med vojno ni brskal na podstrešju in stavba ni bila  uničena. Najnižji trije metri stopnic, ki vodijo na podstrešje od zunaj, so bili odstranjeni in mansarda ni odprta za javnost.

## Galerija
- Vzhodna fasada
- Stara nova sinagoga pred letom 1906
- Notranjost
- Zadnji del z lestvijo za podstrešje
- Stara nova sinagoga slikarja Jiržija Meitnerja
- Rabinov levji stol